# سیارک ۲۳۹۹۵
سیارک ۲۳۹۹۵ (به انگلیسی: 23995 Oechsle، نامگذاری:1999RX17) بیست و سه هزار و نهصد و نود و پنجمین سیارک کشف شده‌است که در ۷ سپتامبر ۱۹۹۹ کشف شد.
قدر مطلق سیارک برابر ۹.۳ است.